# Bernardo Clavijo del Castillo
Bernardo Clavijo del Castillo (1545 - 1 de fevereiro de 1626) foi um compositor, organista, cravista e professor espanhol.
Serviu como mestre de capela e organista de Filipe III de Espanha bem como organista da Capela Real em Madrid.
Seu Tiento de 2° Tono por Jesolreut é o mais antigo exemplo conhecido de um tiento de falsas.

## Vida pessoal
Pouco se sabe sobre o início da vida de Clavijo, embora pelos relatos de conhecidos e suas escolhas de educação inicial, acredite-se que ele seja do extremo norte da Espanha.
Casou-se com María Carrión em 12 de dezembro de 1594 e tiveram três filhos: Antonio (n. 1595, organista), Bernardina (n. 1598; compositor e intérprete) e Francisco (n. 1605; compositor e organista). Após a morte de sua primeira esposa, ele se casou novamente em 3 de agosto de 1618 com Ana del Valle e eles tiveram uma filha, Ana Maria.
Ele morreu em 1 de fevereiro de 1626 em Madrid.

## Carreira
Depois de ter seguido os militares espanhóis para a Itália, ele se tornou músico na R. Chiesa di San Pietro em Palermo c. 6 de dezembro de 1569.
Em cerca de 1588 trabalhou como organista ao serviço do Duque de Alba na corte vice-real de Nápoles.
Ele frequentou a Universidade de Oñati de 1588 a 1595, onde recebeu os graus de Bacharel e Mestre, e enquanto isso foi organista da Catedral de Palência de 1589 a 1592.
Em 3 de abril de 1593 foi contratado como catedrático de música na Universidade de Salamanca, considerado um dos cargos de maior prestígio na Espanha durante o final do Renascimento. Em 10 de janeiro de 1603, ele deixou seu cargo em Salamanca e começou seu tempo como mestre de capela e organista Filipe III da Espanha, em Valladolid quando era a capital e depois em Madri, sucedendo tanto seu irmão Diego del Castillo ( d. 11 de maio de 1601)  assim como Hernando de Cabezón. Em 1619 viria a ser o organista da Capela Real de Madrid. Seu filho, Francisco Clavijo del Castillo, viria a herdar o cargo de seu pai depois de ter servido como seu assistente.

## Obras
Em Roma, em 1588, publicou um livro de 19 motetos, "adequados tanto para instrumentos como para vozes" ; 6 cada um 4-, um 5-, um 6-, e um um moteto de 8 partes.
Um incêndio no Palácio Real de Madri destruiu uma coleção de suas obras em 1731, mas o já mencionado livro de motetos e seu Organ Tiento ( Tiento de 2° Tono por Jesolreut) de El Escorial sobreviveu. Este tiento é o exemplo mais antigo conhecido de um tiento de falsas, um modelo que consiste em uma seção de imitação seguida por uma seção de contraponto.